# Schlacht von Mucellium
Iberischer Krieg
Thannuris – Dara – Satala – Callinicum – Martyropolis
Vandalenkrieg
Ad Decimum – Tricamarum
Gotenkrieg
1. Neapel – 1. Rom – Verona – Faventia – Mucellium – 2. Neapel – 2. Rom – 3. Rom – Sena Gallica – Busta Gallorum – Mons Lactarius – Casilinus
Eroberung von Spania
Maurenkriege
Mammes und Bourgaon – Babosis und Zerboule – Cillium – Marta – Felder von Cato
Lasischer Krieg
1. Petra – 2. Petra – 3. Petra – 1. Archäopolis – Cotais – 2. Archäopolis – Telephis–Ollaria – Onoguris (3. Archäopolis) – Phasis – Tzacher
In der Schlacht von Mucellium trafen 542 im heutigen Mugello (Italien) die Ostgoten und das Oströmische Reich im Zuge des Gotenkriegs aufeinander. Nachdem sie die Belagerung von Florenz aufgehoben hatten, wandten sich die Ostgoten unter der Führung Totilas zur Verfolgung der Oströmer und besiegten die zahlenmäßig überlegene Streitmacht.
Nach seinem Sieg über die Oströmer in der Schlacht von Faventia im Frühjahr 542 sandte Totila einen Teil seiner Truppen aus, um Florenz zu belagern. Justin, der oströmische Kommandant von Florenz, hatte es versäumt, die Stadt mit ausreichend Vorräten für eine Belagerung zu versehen, daher schickte er eilig Nachricht an die anderen oströmischen Befehlshaber in der Gegend: Johannes, Bessas und Cyprian. Diese sammelten ihre Truppen und rückten gemeinsam auf Florenz vor. Kurz vor ihrem Eintreffen hoben die Goten die Belagerung auf und zogen sich nordwärts zurück, in die Landschaft Mucellium (heutiges Mugello). Die Oströmer verfolgten sie, Johannes führte die Aufholjagd an. Überraschend überfielen die Goten Johannes’ Männer von ihren Hügeln aus. Die Oströmer hielten dem Druck anfangs stand, doch dann verbreitete sich ein Gerücht, dass ihr General gefallen sei, und sie flohen zurück zum oströmischen Hauptheer. Ihre Panik sprang aber auch auf dieses über und das gesamte oströmische Heer löste sich in Unordnung auf. Die Goten nahmen viele Gefangene, die sie gut behandelten und sogar zum Überwechseln ins gotische Heer aufforderten, während die oströmischen Befehlshaber in sichere Festungen flohen (Bessas nach Spoletum, Justin zurück nach Florenz, Cyprian nach Perugia und Johannes nach Rom). Danach kam es zu keiner kooperativen Gegenoffensive ihrerseits mehr.